# HC Morzine-Avoriaz
Die Pingouins de Morzine (offizieller Name: Hockey Club Morzine-Avoriaz, deutsch: Morzine Pinguine) sind eine französische Eishockeymannschaft aus Morzine, welche 1963 gegründet wurde. Das Team spielt seit der Saison 2022/23 in der zweitklassigen Division 1. Seine Heimspiele trägt der Club im 1.280 Zuschauer fassenden Patinoire de Morzine aus.

## Geschichte
Da die Eishockeytradition im Département Haute-Savoie bis in die 1930er Jahre zurückgeht, wurde 1963 beschlossen, einen neuen Verein in Morzine zu gründen. Zunächst bestand das Team zum größten Teil aus Schweizer Spielern, was vor allem daran lag, dass der erste Trainer des Teams, Willy Trolliet, eine Reihe Spieler aus seinem Heimatland für den HC Morzine-Avoriaz verpflichtete. Nachdem der Verein 1986 zum dritten Mal in Folge den ersten Platz der drittklassigen Nationale 3 belegt hatte, stieg man in die Nationale 2 auf. Vier Jahre später schaffte die Mannschaft zum ersten Mal den Sprung in die höchste französische Liga, damals die Nationale 1. Nach einer Saison stiegen die Pinguine in die zweite Liga ab. Nach mehreren Auf- und Abstiegen spielt die Mannschaft seit der Saison 2003/04 wieder in der höchsten französischen Liga. 2007 erreichten die Pinguine zum ersten Mal das Play-off-Finale der Ligue Magnus und verloren mit 1-3 Siegen gegen die Brûleurs de Loups de Grenoble. 
1979 nahm zum ersten und bisher einzigen Mal eine Damenmannschaft des Vereins an der Französischen Meisterschaft teil.